# Sbordonia parvula
Sbordonia parvula is een hooiwagen uit de familie Stygnopsidae.